# Judasverbrennen

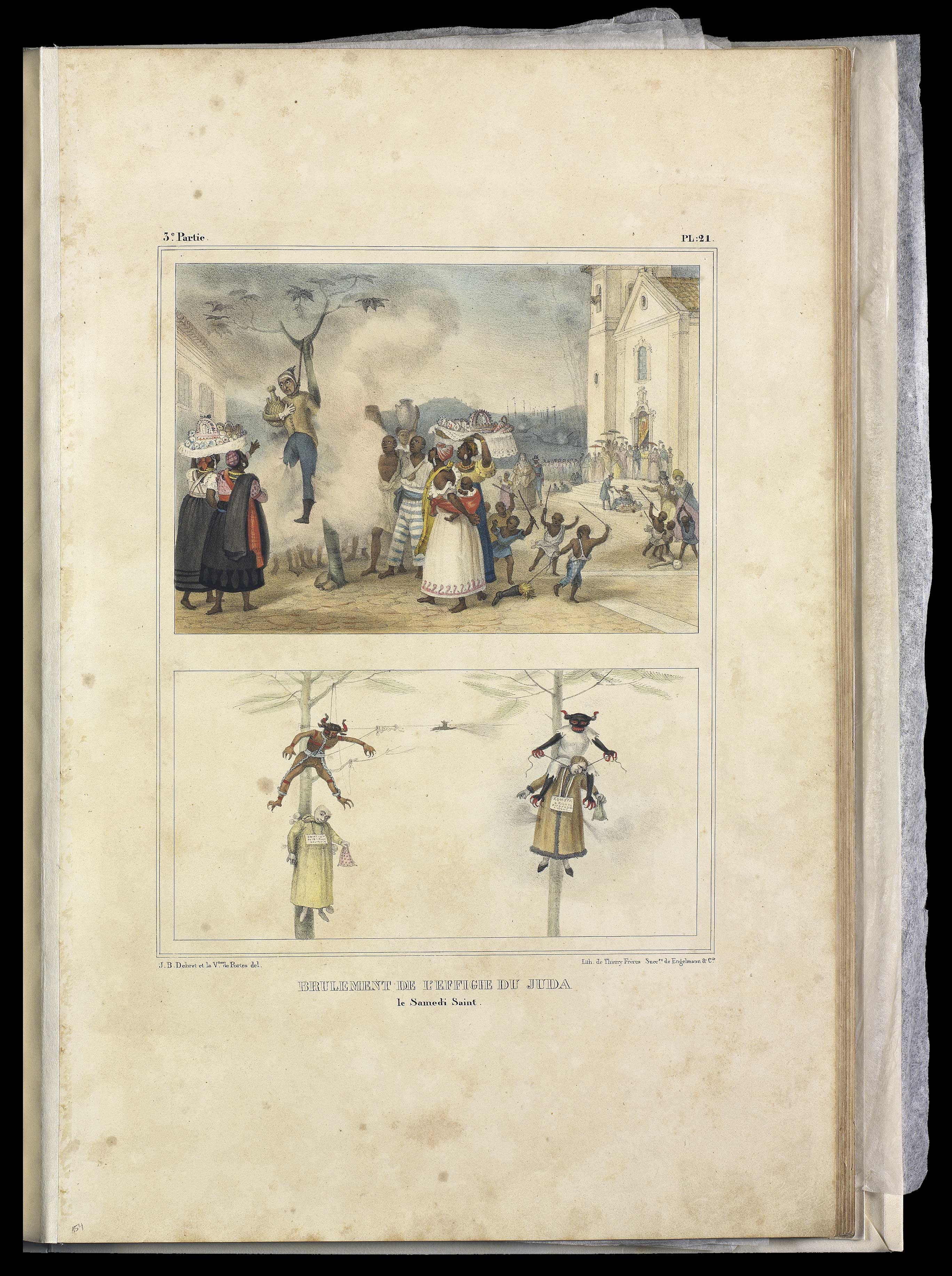
Judasverbrennen (Malhação de Judas); Debret, Jean-Baptiste, „Voyage pittoresque et historique au Brésil“, 1831, S. 34

Als Judasverbrennen, auch Judasbrennen, Jaudusbrennen, Jaurusbrennen bzw. -feuer bezeichnet man den regional verbreiteten Brauch, am Karsamstag in einem Osterfeuer oder zum Neujahrsfest eine Puppe oder einen Baumstamm in effigie als Judas Iskariot zu verbrennen.

## Geschichte

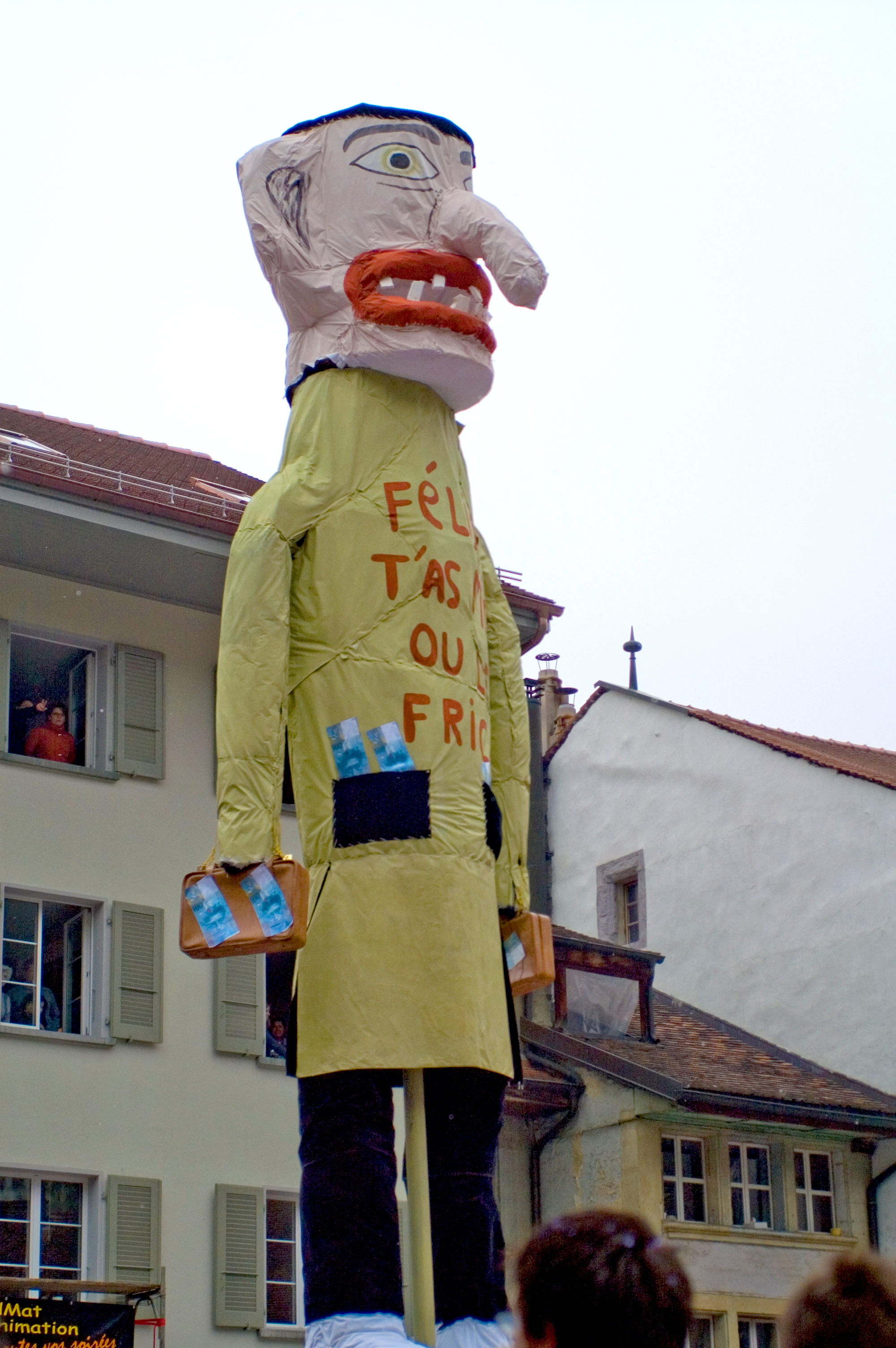
„Grand Rababou“ (französisches Kompositum aus Grand Rabba und boo!), hier abgebildet mit stereotypischer Hakennase und Geld in Koffern und Taschen, wird jährlich im Karneval in Freiburg Üe. verbrannt.

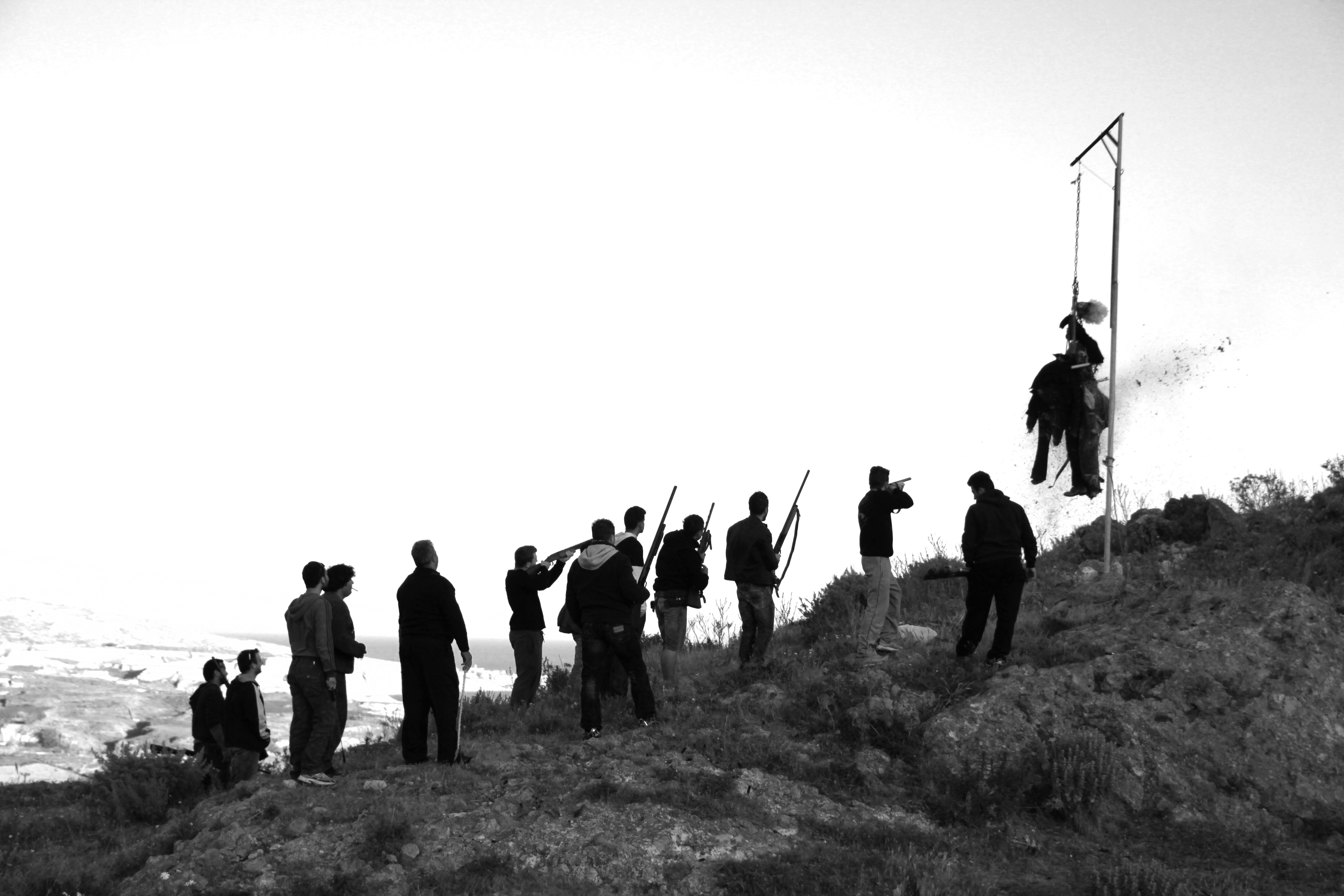
Schießen auf den Judas am Galgen in effigie, Santorin, Griechenland, April 2010

Das Verbrennen einer Puppe als Hinrichtung einer Person in effigie wurde bereits in Babylonien praktiziert. Das Judasverbrennen, ein christlich-weltlicher Brauch, war weltweit verbreitet und wird auch heute noch in einigen christlichen Gemeinden veranstaltet. So beispielsweise in Süddeutschland, Griechenland, Chile, Mexiko und Teilen Osteuropas.
In Süddeutschland konzentrieren sich die „Judasfeuer“ auf die Gegend zwischen Donauwörth, Ingolstadt, Augsburg, Landsberg am Lech und München sowie Teile Unterfrankens.
Nachdem während der Griechischen Revolution in den eroberten Städten Türken und Tausende der Kollaboration beschuldigte Juden ermordet worden waren, kam es im 1832 gegründeten Königreich Griechenland im Zusammenhang mit Judasverbrennungen erneut zu Ausbrüchen gegen Juden.
In Chile wurde die Judasfigur vor der Verbrennung mit den Zügen ansässiger Juden versehen und vor den Häusern jüdischer Familien angebracht. Auch in Süd- und Mittelamerika, z. B. in Brasilien, Ecuador, Kolumbien, werden von der Bevölkerung – gegen den Willen der katholischen Kirche – im Rahmen des sogenannten Queima do Judas („Verbrennung des Judas“) oder Malhação do Judas („Misshandlung des Judas“) Puppen an Galgen aufgehängt, verbrannt oder mit Sprengstoff zum Platzen gebracht.
In der Stadt Pruchnik in Südost-Polen besteht der Brauch, eine Puppe in Überlebensgröße, die Judas darstellen soll, an Karfreitag zum Tode zu verurteilen, an einen Baum zu hängen, durch die Straßen zu schleifen, mit Stöcken zu schlagen und letztendlich zu verbrennen. Daran beteiligen sich viele Kinder. Die im Jahr 2019 verfertigte Judasfigur hatte mit schwarzem Hut und Schläfenlocken deutliche Kennzeichen eines orthodoxen Juden. Der World Jewish Congress nahm am Ostermontag, dem 22. April, dazu Stellung und bezeichnete die Vorgänge in Pruchnik als „geisterhafte Wiederbelebung des mittelalterlichen Antisemitismus“. Auch Polen protestierten gegen die Veranstaltung in Pruchnik und stellten Fotos online, die zeigen, dass das Judasverbrennen schon vor dem Zweiten Weltkrieg durchgeführt wurde.